# دولوريس موران
دولوريس موران (بالإنجليزية: Dolores Moran)‏ هي عارضة وممثلة أمريكية، ولدت في 27 يناير 1926 بستوكتون في الولايات المتحدة، وتوفيت في 5 فبراير 1982 في الولايات المتحدة بسبب سرطان الرئة.

## أعمال

### أفلام
- (1942) يانكي دودل داندي

## وصلات خارجية
- دولوريس موران على موقع IMDb (الإنجليزية)
- دولوريس موران على موقع ألو سيني (الفرنسية)
- دولوريس موران على موقع أول موفي (الإنجليزية)
- دولوريس موران على موقع قاعدة بيانات الأفلام السويدية (السويدية)
- دولوريس موران على موقع قاعدة بيانات الفيلم (الإنجليزية)
- دولوريس موران على موقع كينوبويسك (الروسية)